# Split (film)
Split är en amerikansk psykologisk thriller från 2016 producerad och regisserad av M. Night Shyamalan. Huvudrollen innehas av James McAvoy med bland annat Anya Taylor-Joy som medskådespelare. Filmen följer en man med dissociativ identitetsstörning som kidnappar och fängslar tre tonårsflickor i en isolerad underjordskällare. 
Split är en uppföljare till Shyamalans film Unbreakable (2000), dock saknas en tydlig koppling mellan dessa. 2019 kom även en uppföljare till Split kallad Glass som avslutade trilogin.
Trots sin budget på endast 9 miljoner dollar lyckades filmen dra in 278 miljoner dollar världen över och kan därför räknas som en succé.